# Lemezbörze helyett
A Lemezbörze helyett (eredeti írásmóddal: Lemezbörze helyett...) a Magyar Rádió 3. Műsorának (később Bartók Rádió) 1982 és 1992 között heti rendszerességgel sugárzott, fontos külföldi hanglemezeket bemutató könnyűzenei műsora. A Göczey Zsuzsa által szerkesztett műsor legfontosabb jellemzői a sztereó adás, a korszakban rendkívülinek számító naprakészség és a majdhogynem hozzáférhetetlen külföldi hanglemezek egészben történő bemutatása voltak.

## Története
A Lemezbörze helyett elindítása része volt a Magyar Rádió 1982 áprilisi hétvégi műsorsáv-reformjának. A műsor ötlete onnan származott, hogy a Múzeum körúti zeneműbolt előtt nagy forgalmú hanglemez-feketepiac, a "lemezbörze" működött a nyolcvanas évek elején. A cél az volt, hogy ezeknek a drága lemezeknek a hanganyagához lehessen hozzájutni a rádióból, ingyen. Ezt a célt szolgálták a szerkesztői megoldások is: a lemezeket teljes egészében leadták, a korban ritkaságnak számító sztereó technológiával, melyre csak a 3. Műsor sugárzástechnikája adott lehetőséget. Göczey a műsorban felsorolta a számcímeket, számhosszokat, hogy a műsort otthon rögzítőknek meglegyenek az adatok.
Az első adás 1982. április 10-én hangzott el a rádióban, és a Led Zeppelin IV lemezét játszották le benne teljes egészében. A továbbiakban minden szombaton jelentkezett a műsor, állandó időpontban, az első évben 13:07-től 14 óráig. Az első adás ismertetője szerint: "Mától kezdve minden szombaton ez időben jelentkezik e műsor, melynek célja a címében rejlik. Keresett lemezritkaságok hangzanak el sztereóban, melyeket ki-ki meg-, helyesebben: felvehet. Az együttesről vagy előadóról rövid ismertetés tájékoztatja a hallgatót." 1983-tól szombatonként 14:07-től 15 óráig tartott a műsor.
A korszak szerkesztői szokásainak és a Magyar Rádió előírásainak megfelelően a lemez- és számcímeket lefordították magyarra, gyakran az eredeti nyelvi-kulturális kontextus félreértelmezésével vagy figyelmen kívül hagyásával.
A Lemezbörze helyett fennállása alatt több mint ötszáz albumot mutatott be a nagyközönségnek. Majdnem tíz évig létezett, végül maga Göczey döntött a megszüntetésről. Az utolsó adásban John Lee Hooker Mr. Lucky című lemezét játszották le 1992. január 4-én.

## Munkatársak
A műsor felelős szerkesztője indulásától kezdve Göczey Zsuzsa volt. Állandó külsős munkatársai közé tartozott Szőnyei Tamás, Hajnóczy Csaba (new wave),
Marton László Távolodó (világzene), Nemes Nagy Péter (blues) és Tuza Zsolt matematikus, ők a bevezető szövegeket írták, illetve lemezeket javasoltak. A lemezek technikai feldolgozását és az adatok rögzítését Svéda Katalin végezte.

## Adáslista
Összeállítva a Rádió- és Televízióújságban megjelent információk alapján.

### 1982
- 1982. április 10. - Led Zeppelin: Led Zeppelin IV (Atlantic, 1971)
- 1982. április 17. - Rock'n'Reggae Party (CBS, 1981)
- 1982. április 24. - Ten Years After: Recorded Live (Chrysalis/Columbia, 1973)
- 1982. május 1. - Vangelis: Heaven and Hell (RCA, 1975)
- 1982. május 8. - Janis Joplin: Farewell Song (Columbia, 1982)
- 1982. május 15. - Jimi Hendrix Experience: Are You Experienced (Track Records, 1967)
- 1982. május 22. - The Clash: Sandinista! válogatás (CBS/Epic, 1981)
- 1982. május 29. - Sammy Hagar: Standing Hampton (Geffen, 1982)
- 1982. június 5. - Patrick Moraz: Patrick Moraz (Charisma, 1978)
- 1982. június 12. - Refugee: Refugee (Charisma, 1974)
- 1982. június 19. - Alexis Korner: Bootleg Him! (Warner Bros., 1972)
- 1982. június 26. - AC/DC: If You Want Blood (Atlantic, 1978)
- 1982. július 3. - Blind Faith: Blind Faith (Polydor, 1969)
- 1982. július 10. - Locomotiv GT: Bummm! (MHV Pepita, 1973)
- 1982. július 17. - ?
- 1982. július 24. - Beck, Bogart & Appice: Beck, Bogart & Appice (Epic, 1973)
- 1982. július 31. - John Foxx: Metamatic (Virgin, 1980)
- 1982. augusztus 7. - King Crimson: Starless and Bible Black (Island, 1974)
- 1982. augusztus 14. - Heart: Bébé le Strange (Epic, 1980)
- 1982. augusztus 21. - Iron Butterfly: In-A-Gadda-Da-Vida (Atco, 1968)
- 1982. augusztus 28. - Uriah Heep: Look At Yourself (Bronze/Island, 1971)
- 1982. szeptember 4. - Bruce Springsteen: The River (Columbia, 1980)
- 1982. szeptember 11. - The Allman Brothers Band: Wipe the Windows, Check the Oil, Dollar Gas (Capricorn, 1976)
- 1982. szeptember 18. - Jimi Hendrix 1964 és 1967 közötti felvételei (válogatás)
- 1982. szeptember 25. - Irene Papas, Vangelis: Odes (Polydor, 1979)
- 1982. október 2. - Jesus Christ Superstar, 1. rész (Decca, 1970)
- 1982. október 9. - Jesus Christ Superstar, 2. rész
- 1982. október 16. - Orchestral Manoeuvres in the Dark: Architecture & Morality (DinDisc, 1981)
- 1982. október 23. - Focus: Ship of Memories (EMI/Bovema, 1976)
- 1982. október 30. - American Folk Blues Festival '81 (L+R Records, 1981)
- 1982. november 6. - The Shadows: (azonosíthatatlan dupla válogatáslemez)
- 1982. november 13. - Magazine: Secondhand Daylight (Virgin, 1979)
- 1982. november 20. - Led Zeppelin: Physical Graffiti, 1. rész (Swan Song, 1975)
- 1982. november 27. - Led Zeppelin: Physical Graffiti, 2. rész
- 1982. december 4. - Dire Straits: Dire Straits (Vertigo, 1978)
- 1982. december 11. - Die neue Tanzmusik ist... Da Da Da (Fontana, 1982)
- 1982. december 18. - Robin Trower: Robin Trower Live (Chrysalis, 1976)
- 1982. december 24. (péntek) - Karácsonyi különkiadás, válogatás Roy Orbison és a Them felvételeiből

### 1983
- 1983. január 8. - David Bowie: The Rise and Fall of Ziggy Stardust and the Spiders from Mars (RCA, 1972)
- 1983. január 15. - Randy Newman: Born Again (Warner Bros., 1979), Little Criminals (Warner Bros., 1977)
- 1983. január 22. - Sally Oldfield: In Concert (Bronze, 1982)
- 1983. január 29. - The Korgis: Dumb Waiters (Rialto, 1980)
- 1983. február 5. - Egg: The Civil Surface (Caroline, 1974)
- 1983. február 12. - Robert Fripp szólólemezei (válogatás)
- 1983. február 19. - New Musik: From A to B (GTO, 1980)
- 1983. február 26. - Rainbow: On Stage (Oyster/Polydor, 1977) (válogatás)
- 1983. március 5. - Chuck Berry: Live in Concert (Magnum, 1978) (válogatás)
- 1983. március 12. - Led Zeppelin: The Song Remains the Same, 1. rész (Swan Song, 1976)
- 1983. március 19. - Led Zeppelin: The Song Remains the Same, 2. rész
- 1983. március 26. - Canned Heat: Captured Live (Accord, 1980) (válogatás)
- 1983. április 2. - Manfred Mann's Earth Band: Watch (Bronze, 1978)
- 1983. április 9. - U.K.: Night after Night (E.G., 1979)
- 1983. április 16. - Grace Jones: Living My Life (Island, 1982)
- 1983. április 23. - Vanilla Fudge: Renaissance (Atco, 1968)
- 1983. április 30. - Gong: Gong Live Etc. (Virgin, 1977) (válogatás)
- 1983. május 7. - Bruce Springsteen: Born to Run (Columbia, 1975)
- 1983. május 14. - Aphrodite's Child: 666, 1. rész (Vertigo, 1972)
- 1983. május 21. - Aphrodite's Child: 666, 2. rész
- 1983. május 28. - Barclay James Harvest: Live Tapes (Polydor, 1978) (válogatás)
- 1983. június 4. - Laurie Anderson: Big Science (Warner Bros., 1982)
- 1983. június 11. - Steppenwolf: Gold: Their Great Hits (Dunhill, 1971)
- 1983. június 18. - Wishbone Ash: Classic Ash (MCA, 1977)
- 1983. június 25. - The Byrds: Mr. Tambourine Man (Columbia, 1965)
- 1983. július 2. - Scorpions: Lonesome Crow (Brain, 1972)
- 1983. július 9. - Mike Oldfield: Crises (Virgin, 1983)
- 1983. július 16. - Landscape: From the Tea-Rooms of Mars... (RCA, 1981)
- 1983. július 23. - Uriah Heep: Salisbury (Vertigo, 1971)
- 1983. július 30. - Jesus Christ Superstar, 1. rész (Decca, 1970)
- 1983. augusztus 6. - Jesus Christ Superstar, 2. rész
- 1983. augusztus 13. - Donovan: Pieces of Donovan (az 1971-es Golden Hours of Donovan válogatáslemez olasz kiadása) (Dischi, 1976)
- 1983. augusztus 20. - Steve Winwood: Steve Winwood (Island, 1977)
- 1983. augusztus 27. - The Everly Brothers válogatás
- 1983. szeptember 3. - Malcolm McLaren: Duck Rock (Charisma, 1983)
- 1983. szeptember 10. - If: Not Just Another Bunch of Pretty Faces (Gull, 1974)
- 1983. szeptember 17. - Roxy Music: Viva! (Island, 1976)
- 1983. szeptember 24. - Logic System: Venus (Express, 1981)
- 1983. október 1. - Steeleye Span: Rocket Cottage (Chrysalis, 1976)
- 1983. október 8. - Toyah Willcox: Toyah! Toyah! Toyah! (Safari, 1980)
- 1983. október 15. - Peter Gabriel: Plays Live, 1. rész (Charisma, 1983)
- 1983. október 22. - Peter Gabriel: Plays Live, 2. rész
- 1983. október 29. - Kansas (együttes): Song for America (Epic, 1975)
- 1983. november 5. - Deep Purple válogatás
- 1983. november 12. - Tom Robinson Band: TRB Two (EMI, 1979)
- 1983. november 19. - Steve Hackett: Voyage of the Acolyte (Charisma, 1975)
- 1983. november 26. - Muddy Waters: Sweet Home Chicago (Quicksilver, 1982)
- 1983. december 3. - John Lennon: The John Lennon Collection (válogatás) (Parlophone, 1982)
- 1983. december 10. - Focus: Moving Waves (Imperial, 1971)
- 1983. december 17. - The Stranglers: Live (X Cert) (United Artists, 1979)
- 1983. december 24. . Led Zeppelin: Paris Theatre 1971 (kalózkiadás)
- 1983. december 31. - The Who: Tommy, 1. rész (Track Records, 1969)

### 1984
- 1984. január 7. - The Who: Tommy, 2. rész
- 1984. január 14. - Joan Armatrading: Joan Armatrading (A&M, 1976)
- 1984. január 21. - Public Image Ltd: Second Edition (Virgin, 1980)
- 1984. január 28. - Supertramp: Breakfast in America (A&M, 1979)
- 1984. február 4. - New Order: Power, Corruption & Lies (Factory, 1983)
- 1984. február 11. - Alexis Korner: Bootleg Him!, 1. rész (Warner Bros., 1972)
- 1984. február 18. - Mike Rutherford: Smallcreep's Day (Charisma, 1980)
- 1984. február 25. - The Animals: House of the Rising Sun (Emidisc, 1970)
- 1984. március 3. - Rick Wakeman: The Six Wives of Henry VIII (A&M, 1973)
- 1984. március 10. - Alexis Korner: Bootleg Him!, 2. rész
- 1984. március 17. - The Beatles: Rádiófelvételek 1963-1964 (válogatás)
- 1984. március 24. - Locomotiv GT: Kislemezek 1971-1973 (válogatás)
- 1984. március 31. - Phil Collins: Hello, I Must Be Going! (Virgin, 1982)
- 1984. április 7. - The Doors: L.A. Woman (Elektra, 1971)
- 1984. április 14. - Van Morrison: Into the Music (Mercury, 1979)
- 1984. április 21. - Brian Eno, David Byrne: My Life in the Bush of Ghosts (Sire, 1981)
- 1984. április 29. (vasárnap) - Buffalo Springfield: Buffalo Springfield (Atco, 1973)
- 1984. május 5. - Saxon: Denim and Leather (Carrere, 1981)
- 1984. május 12. - Tony Banks: A Curious Feeling (Charisma, 1979)
- 1984. május 19. - Woodstock Two, 1. rész (Cotillon, 1971)
- 1984. május 26. - Woodstock Two, 2. rész
- 1984. június 2. - Cat Stevens: Teaser and the Firecat (Island, 1972)
- 1984. június 9. - Bob Marley and the Wailers: Babylon by Bus, 1. rész (Tuff Gong, 1978)
- 1984. június 16. - Bob Marley and the Wailers: Babylon by Bus, 2. rész
- 1984. június 23. - Leonard Cohen: Recent Songs (Columbia, 1979)
- 1984. június 30. - Bill Nelson's Red Noise: Sound-on-Sound (Harvest, 1979)
- 1984. július 7. - Soft Machine: Softs (Harvest, 1976)
- 1984. július 14. - Paul Kosoff, Simon Kirke, Tetsu Yamauchi, John "Rabbit" Bundrick: Kossof Kirke Tetsu Rabbit (Island, 1972)
- 1984. július 21. - The Police: Outlandos d'Amour (A&M, 1978)
- 1984. július 28. - Laurie Anderson: Mister Heartbreak (Warner Bros., 1984)
- 1984. augusztus 4. - SBB: Follow My Dream (Spiegelei-Intercord, 1978)
- 1984. augusztus 11. - Alice Cooper: Billion Dollar Babies (Warner Bros., 1973)
- 1984. augusztus 18. - Manfred Mann's Earth Band (válogatás)
- 1984. augusztus 25. - Blue Öyster Cult: Some Enchanted Evening (Columbia, 1978)
- 1984. szeptember 1. - Pavlov's Dog: At the Sound of the Bell (CBS, 1976)
- 1984. szeptember 8. - Heavy Metal - Music from the Motion Picture (Full Moon/Asylum, 1981)
- 1984. szeptember 15. - Tommy Bolin: Teaser (Nemperor, 1975)
- 1984. szeptember 22. - Sham 69: The Adventures of the Hersham Boys (Polydor, 1979)
- 1984. szeptember 29. - Ry Cooder (válogatás)
- 1984. október 6. - The Pretenders: Learning to Crawl (Sire, 1984)
- 1984. október 13. - Bisca: SDS (Bausongs, 1984)
- 1984. október 20. - Poco: Cantamos (Epic, 1974)
- 1984. október 27. - Dire Straits: Alchemy, 1. rész (PolyGram, 1984)
- 1984. november 3. - Dire Straits: Alchemy, 2. rész
- 1984. november 10. - The Walker Brothers: Hits (Philips, 1982)
- 1984. november 17. - Talking Heads: Speaking in Tongues (Sire, 1983)
- 1984. november 24. - Frank Zappa: Them or Us (Barking Pumpkin, 1984)
- 1984. december 1. - Lynyrd Skynyrd: One More from the Road, 1. rész (MCA, 1976)
- 1984. december 8. - Lynyrd Skynyrd: One More from the Road, 2. rész
- 1984. december 15. - Ariel Ramirez, Los Fronterizos: Misa Criolla (Philips, 1965)
- 1984. december 22. - Bob Dylan: Blonde on Blonde (Columbia, 1966)
- 1984. december 29. - Aztec Camera: High Land, Hard Rain (Rough Trade, 1983)

### 1985
- 1985. január 5. - Little Feat: Waiting for Columbus (Warner Bros., 1978)
- 1985. január 12. - Joe Jackson: Night and Day (A&M, 1982)
- 1985. január 19. - Roger Hodgson: In the Eye of the Storm (A&M, 1984)
- 1985. január 26. - Nico: Drama of Exile (Aura, 1981)
- 1985. február 2. - The Style Council: My Ever Changing Moods (Polydor/Geffen, 1984)
- 1985. február 9. - Sky: Sky 2, 1. rész (Arista/Ariola, 1980)
- 1985. február 16. - Sky: Sky 2, 2. rész
- 1985. február 23. - Tina Turner: Private Dancer (Capitol, 1984)
- 1985. március 2. - Eurythmics: In the Garden (RCA, 1981)
- 1985. március 9. - Foreigner: Agent Provocateur (Atlantic, 1984)
- 1985. március 16. - Marillion: Fugazi (EMI, 1984)
- 1985. március 23. - Hot Tuna: Hot Tuna (RCA, 1970)
- 1985. március 30. - The Alan Parsons Project: I Robot (Arista, 1977)
- 1985. április 6. - Rush: 2112 (Anthem, 1976)
- 1985. április 13. - The Art of Noise: Who's Afraid of the Art of Noise? (ZTT, 1984)
- 1985. április 20. - Journey: Captured (Columbia, 1981)
- 1985. április 27. - Sade: Diamond Life (Epic, 1984)
- 1985. május 4. - Zazou, Bikaye, Cy1: Noir et blanc (Crammed Discs, 1983)
- 1985. május 11. - Dire Straits: Dire Straits (Phonogram, 1978)
- 1985. május 18. - Paul Rodgers: Cut Loose (Atlantic, 1983)
- 1985. május 25. - The Honeymoon Killers: Les tueurs de la lune de miel (Crammed Discs, 1981)
- 1985. június 1. - John Mayall: The Turning Point (Polydor, 1969)
- 1985. június 8. - Prince and The Revolution: Purple Rain (Warner Bros. 1984)
- 1985. június 15. - Drahdiwaberl: Werwolfromantik (GiG, 1983)
- 1985. június 22. - The Twins: Until the End of Time (Hansa, 1985)
- 1985. június 29. - Neil Young: After the Gold Rush (Reprise, 1970)
- 1985. július 6. - The Nice: Elegy (Charisma, 1971)
- 1985. július 13. - John Paul Jones, Jimmy Page, Albert Lee: No Introduction Necessary (Thunderbolt, 1984)
- 1985. július 20. - The Honeydrippers: Volume One (Es Paranza, 1984) + The Fuzztones: Lysergic Emanations (ABC, 1985)
- 1985. július 27. - Rick Wakeman: Cost of Living (Charisma, 1983)
- 1985. augusztus 3. - The Doors: Alive, She Cried (Elektra, 1983)
- 1985. augusztus 10. - The Highwaymen: Highwayman (Columbia, 1985)
- 1985. augusztus 17. - Alexis Korner's Breakdown Group Featuring Cyril Davies: Blues from the Roundhouse (77 Records, 1957)
- 1985. augusztus 24. - Tom Petty and the Heartbreakers: Southern Accents (MCA, 1985)
- 1985. augusztus 31. - Scorpions: Tokyo Tapes, 1. rész (MCA, 1978)
- 1985. szeptember 7. - Scorpions: Tokyo Tapes, 2. rész (MCA, 1978)
- 1985. szeptember 14. - Hazel O'Connor: Breaking Glass (A&M, 1980)
- 1985. szeptember 21. - Crosby, Stills, Nash & Young: 4 Way Street, 1. rész (Atlantic, 1971)
- 1985. szeptember 28. - Crosby, Stills, Nash & Young: 4 Way Street, 2. rész
- 1985. október 5. - Michael Schenker Group: Rock Will Never Die (Chrysalis, 1984)
- 1985. október 12. - Talking Heads: Stop Making Sense (EMI, 1984)
- 1985. október 19. - Jimi Hendrix: Isle of Wight (Polydor, 1971)
- 1985. október 26. - Peter Gabriel: Peter Gabriel 3 (Mercury, 1980)
- 1985. november 2. - Stewart Copeland: The Rhythmatist (A&M Records, 1985)
- 1985. november 9. - Isaac Hayes: Live At The Sahara Tahoe I. (Stax, Enterprise, 1973)
- 1985. november 16. - Isaac Hayes: Live At The Sahara Tahoe II. (Stax, Enterprise, 1973)
- 1985. november 23. - Rush: All The World's A Stage (Mercury, 1976)
- 1985. november 30. - Yngwie Malmsteen: Rising Force (Polydor, 1984)
- 1985. december 7. - Eric Burdon & Jimmy Witherspoon: Guilty! (MGM, 1971)
- 1985. december 14. - Peter Cetera: Livin' In The Limelight (Warner Bros, 1981)
- 1985. december 21. - Skeleton Crew: Learn To Talk (Recommended Music, 1984)
- 1985. december 28. - Jethro Tull: This Was (Island, 1968)

### 1986
- 1986. január. 4. - Pyrolator: Wunderland (Atatak, 1984)
- 1986. január. 11. - Steely Dan: Can't Buy a Thrill (ABC, 1972)
- 1986. január. 18. - Judas Priest: Unleashed in the East (Columbia, 1979)
- 1986. január. 25. - John Martyn: Grace and Danger (Island Records, 1980)
- 1986. február. 1. - Syd Barrett: Barrett (Harvest, 1970)
- 1986. február. 8. - Johnny Winter: Guitar Slinger (Alligator, 1984)
- 1986. február. 15. - The Seekers: Ausztráliában és Angliában készült felvételek (W&G, 1964)
- 1986. február. 22. - Cure: The Head On The Door (Fiction, 1985)
- 1986. március. 1. - Byrds: Byrds (Asylum, 1973)
- 1986. március. 8. - Lou Reed: Transformer (RCA, 1972)
- 1986. március. 15. - Jack Bruce: Songs for a Tailor  (Polydor, 1969)
- 1986. március. 22. - Champion Jack Dupree: From New Orleans To Chicago (Decca, 1966)
- 1986. március. 29. - Bobby McFerrin: The Voice (Elektra Musician, 1984)
- 1986. március. 29. - Todd Rundgren: A Cappella (Warner Bros. Records, 1985)
- 1986. április. 5. - Yes: 9012Live - The Solos / Yessongs (ATCO/Atlantic, 1985/1973)
- 1986. április. 12. - Yngwie Malmsteen: Rising Force (Polydor, 1984)
- 1986. április. 19. - John Lennon: Live in New York City (Parlophone, 1985)
- 1986. április. 26. - Zazou Bikaye: Mr. Manager (Crammed Discs, 1985)
- 1986. május. 3. - Deep Purple: Deep Purple In Rock (Odeon, 1970)
- 1986. május. 10. - Jimi Hendrix: Jimi Plays Monterey (Polydor, 1986)
- 1986. május. 17. - New Order: Low-life (Factory, 1985)
- 1986. május. 24. - Lynyrd Skynyrd: Gimme Back My Bullets / Skynyrd's First And... Last (MCA Records, 1976/1978)
- 1986. május. 31. - Supertramp: Breakfast In America (A&M, 1979)
- 1986. június. 7. - Laurie Anderson: Home Of The Brave / Big Science (Warner Bros. Records, 1986/1982)
- 1986. június. 14. - Cream: Live Cream Volume II (Polydor, 1972)
- 1986. június. 21. - ZZ Top: Fandango! (London Records, 1975)
- 1986. június. 28. - The Art Of Noise: Who's Afraid Of The Art Of Noise (ZTT, 1984)
- 1986. július. 5. - Working Week: Working Nights (Virgin, 1985)
- 1986. július. 12. - Screamin' Jay Hawkins : Saga All Stars: I Put a Spell On You (The Singles 1954-1957) (Saga, 1957)
- 1986. július. 19. - David Byrne: Music For The Knee Plays (ECM Records, 1985)
- 1986. július. 26. - Average White Band: AWB (Atlantic, 1974)
- 1986. augusztus. 2. - Ryuichi Sakamoto: Illustrated Musical Encyclopedia (10 Records, 1986)
- 1986. augusztus. 9. - Crosby, Stills & Nash: Crosby, Stills & Nash (Atlantic, 1969)
- 1986. augusztus. 16. - Leonard Cohen: Recent Songs (Columbia, 1979)
- 1986. augusztus. 23. - Hugh Masekela: Waiting For The Rain (Jive Afrika, 1985)
- 1986. augusztus. 30. - Ry Cooder: Crossroads / Blue City (Warner Bros. Records, 1986/1985)
- 1986. szeptember. 6. - Ray Charles: Live in Concert (ABC-Paramount Records, 1965)
- 1986. szeptember. 13. -  Chicken Shack featuring Stan Webb: Goodbye Chicken Shack (Nova, 1974)
- 1986. szeptember. 20. - Steve Winwood: Back In The High Life (Island Records, 1986)
- 1986. szeptember. 27. - Strawbs: Dragonfly és From The Witchwood (A&M Records, 1970)
- 1986. október. 4. - The Band: Stage Fright (Capitol, 1970)
- 1986. október. 11. -  Yngwie J. Malmsteen's Rising Force: Marching Out (Polydor, 1985)
- 1986. október. 18. - Philip Glass: Songs From Liquid Days (CBS, 1986)
- 1986. október. 25. - Andreas Vollenweider: White Winds (CBS, 1984)
- 1986. november. 1. - Tom Waits: Rain Dogs (Island Records, 1985)
- 1986. november. 8. - White Boy Blues: Classic Guitars Of Clapton, Beck & Page (Compleat, 1985)
- 1986. november. 15. - Alexis Korner: The Party Album (Intercord, 1979)
- 1986. november. 22. - Der Plan: Fette Jahre (Ata Tak, 1986)
- 1986. november. 29. - Living Chicago Blues: Volume 2 (Sonet, 1978)
- 1986. december. 6. - Joan Armatrading: Sleight Of Hand (A&M Records, 1986)
- 1986. december. 13. - Donovan: Universal Soldier (Marble Arch, 1965)
- 1986. december. 20. - Bon Jovi: Slippery When Wet (Mercury, 1986)
- 1986. december. 27. - Locomotiv GT: All Aboard  (ABC Records, 1974)

### 1987
- 1987. január 10. - Kevin Ayers, John Cale, Brian Eno, Nico: June 1, 1974 (Island, 1974)
- 1987. január. 17. - Siouxsie And The Banshees: Tinderbox / A Kiss In The Dreamhouse (Wonderland/Polydor, 1986/1982)
- 1987. január. 24. - Rolling Stones: Beggars Banquet /  Got Live If You Want It! (Decca/London Records, 1968/1966)
- 1987. január. 31. - Paul Kossoff: Blue Soul (Island Records, 1986)
- 1987. február. 7. - Roy Harper: Flat Baroque And Berserk (Harvest, 1970)
- 1987. február. 14. - Special AKA: In The Studio (Two-Tone Records, 1984)
- 1987. február. 21. - Van Morrison: Astral Weeks (Warner Bros. - Seven Arts Records, 1968)
- 1987. február. 28. - The Jimi Hendrix Experience: Are You Experienced (Polydor, 1967)
- 1987. március. 7. - The Mission: Gods Own Medicine (Mercury, 1986)
- 1987. március. 14. - The Spencer Davis Group: Their First LP (Fontana, 1965)
- 1987. március. 21. - John Mayall And The Bluesbreakers: A Hard Road (Decca/London Records, 1967)
- 1987. március. 28. - The Roy Harper Band: Work Of Heart (Public Recordings, 1982)
- 1987. április. 4. - Manu Dibango: Rasta Souvenir (1. rész) (Disques Espérance, 1985)
- 1987. április. 11. - Manu Dibango: Rasta Souvenir (2. rész) (Disques Espérance, 1985)
- 1987. április. 18. - Rare Bird: As Your Mind Flies By (Philips, 1970)
- 1987. április. 25. - The Residents: Stars & Hank Forever! (Torso, 1986)
- 1987. május. 2. - King Crimson: In The Court Of The Crimson King (Atlantic, 1969)
- 1987. május. 9. - Chase: Chase és Pure Music (Epic/Epic, 1971/1974)
- 1987. május. 16. - Jan Akkerman: It Could Happen to You (Polydor, 1982)
- 1987. május. 30. - Maanam: Night Patrol (Artic, Rogot, 1984)
- 1987. június. 6. - Barbara Thompson: Heavenly Bodies (veraBra Records, 1986)
- 1987. június. 13. - Emerson, Lake & Palmer: Brain Salad Surgery (Manticore, 1973)
- 1987. június. 20. - Leonard Cohen: Death Of A Ladies' Man (CBS, 1977)
- 1987. június. 27. - Ike and Tina Turner: Live! The Ike & Tina Turner Show (Warner Bros. Records, 1965)
- 1987. július. 4. - Grandmaster Flash: Ba-Dop-Boom-Bang (Elektra, 1987)
- 1987. július. 11. - The Butterfield Blues Band: East-West (Elektra, 1966)
- 1987. július. 18. - Cocteau Twins: Victorialand (4AD, 1986)
- 1987. július. 25. - Julie Driscoll, Brian Auger & The Trinity: Streetnoise (Marmalade, 1969)
- 1987. augusztus. 1. - Misty In Roots: Musi-O-Tunya (People Unite, 1985)
- 1987. augusztus. 8. - Deep Purple: Come Taste The Band (Purple Records, 1975)
- 1987. augusztus. 15. - The Sallyangie: Children Of The Sun (Transatlantic Records, 1968)
- 1987. augusztus. 22. - XTC: Skylarking (Virgin, 1986)
- 1987. augusztus. 29. - Howlin' Wolf: The London Howlin' Wolf Sessions (Chess, 1971)
- 1987. szeptember. 5. - SBB: SBB (Polskie Nagrania Muza, 1974)
- 1987. szeptember. 12. - Peter Gabriel: Peter Gabriel (Charisma, 1980)
- 1987. szeptember. 19. - Ladysmith Black Mambazo: Shaka Zulu (Warner Bros. Records, 1987)
- 1987. szeptember. 26. - Family: Music In A Doll's House (Reprise Records, 1968)
- 1987. október. 3. - Barclay James Harvest: Octoberon (Polydor, 1976)
- 1987. október. 10. - Skeleton Crew: The Country Of Blinds (RecRec Music, 1986)
- 1987. október. 17. - Humble Pie: Humble Pie (A&M, 1970)
- 1987. október. 24. - Marvin Gaye: Motown Remembers Marvin Gaye (Motown, 1986)
- 1987. október. 31. - Gary Moore: Live (Jet Records, 1983)
- 1987. november. 7. - Traffic: When The Eagle Flies (Island Records, 1974)
- 1987. november. 14. - Rickie Lee Jones: Rickie Lee Jones (Warner Bros. Records, 1979)
- 1987. november. 21. - The Jimi Hendrix Experience: Live At Winterland (Polydor, 1987)
- 1987. november. 28. - Kolinda: 1514 (Hexagone, 1979)
- 1987. december. 5. - Deadline: Down By Law (Celluloid, 1985)
- 1987. december. 12. - The Clash: The Clash (CBS, 1977)
- 1987. december. 19. - Nona Hendryx: Female Trouble (EMI, 1987)
- 1987. december. 26. - Sting: ...Nothing Like The Sun (A&M, 1987)

### 1988
- 1988. július 9. - Jethro Tull: Crest of a Knave (Chrysalis, 1987)
- 1988. július 16. - Live for Ireland (MCA, 1987)
- 1988. július 23. - Iva Bittová, Pavel Fajt: Bittová & Fajt (Panton, 1987)
- 1988. július 30. - Grateful Dead: American Beauty (Warner Bros., 1970)
- 1988. augusztus 6. - Captain Beefheart: Safe as Milk (Buddah, 1967)
- 1988. augusztus 13. - Jimmy Page: Outrider (Geffen, 1988)
- 1988. augusztus 20. - T. Rex: The Slider (EMI, 1972)
- 1988. augusztus 27. - The Flower Pot Men, 1967 és 1969 között készült kislemezek
- 1988. szeptember 3. - Youssou N'Dour: Djamil (Celluloid, 1985)
- 1988. szeptember 10. - Salif Keïta: Soro (Mango, 1987)
- 1988. szeptember 17. - Jefferson Airplane: Surrealistic Pillow (RCA Victor, 1967)
- 1988. szeptember 24. - Tom Tom Club: Tom Tom Club (Sire/Warner Bros., 1981)
- 1988. október 2. (vasárnap) - Bob Marley and the Wailers: Catch a Fire (Tuff Gong/Island, 1973)

### 1989
- 1989. augusztus 12. - Animal Logic: Animal Logic (I.R.S./Virgin, 1989)
- 1989. augusztus 19. - Woodstock: Music from the Original Soundtrack and More, 1. rész (Cotillon, 1970)
- 1989. augusztus 26. - Woodstock: Music from the Original Soundtrack and More, 2. rész
- 1989. szeptember 2. - Woodstock: Music from the Original Soundtrack and More, 3. rész

### 1990
- 1990. január 6. - After Dinner: Glass Tube (Kang-Gung, 1984)
- 1990. január 13. - Ronnie Wood, Bo Diddley: Live at the Ritz (Victor, 1988)
- 1990. január 20. - The Allman Brothers Band: Wipe the Windows, Check the Oil, Dollar Gas (Capricorn, 1976)
- 1990. január 27. - King Crimson: Starless and Bible Black (Island, 1974)

### 1991
- 1991. január 5. - The Guo Brothers & Shung Tian: Yuan (Real World, 1990)

### 1992
- 1992. január 4. - John Lee Hooker: Mr. Lucky (Virgin, 1991)